# 沙迪·利雅
沙迪·利雅·迪蘭奴（西班牙語：Chadi Riad Dnanou；2003年6月17日—）是一名職業足球員，司職中後衛，現效力英超球會水晶宮。於西班牙出生的利雅代表摩洛哥參加國際賽事。

## 球會生涯

### 早年生涯
利雅出生於位於巴利阿里群島的帕爾馬，並在當地球會CD Atlético Rafal開始足球生涯。及後他先後效力同是位於巴利阿里群島的馬略卡和San Francisco。

### 巴塞隆拿
2019年2月，利雅與巴塞隆拿簽下一紙為期三年的合約，合約在2019年7月正式生效。
利雅在2020-21賽季被外借到，並主要效力球會的預備隊。2020年12月16日，他在對陣伊维萨的國王盃賽事中上演職業生涯地標戰，首次代表球會一隊上陣，協助球隊以2–0擊敗對手晉級。2021年1月11日，他首次代表球會在西乙聯賽上陣，對手為。
2022年7月5日，利雅與巴塞隆拿續約至2024年，並獲提升至球會B隊，隨隊參與西班牙皇家足協甲組聯賽。同年8月27日，他在對陣的聯賽揭幕戰中射入職業生涯首個入球，協助球隊以
3–2勝出。同年11月8日，利雅在對陣奧沙辛拿的西甲比賽中首次代表球會一隊，他於比賽第89分鐘後備入替。

### 外借貝迪斯
2023年7月26日，利雅被外借到西甲球會貝迪斯，並設有價值300萬歐元的強制買斷條款。

### 水晶宮
2024年6月14日，英超球會水晶宮宣布從貝迪斯簽入利雅，他簽下一紙為期五年的合約。

## 國家隊生涯
利雅曾代表摩洛哥各級青年梯隊。他在2023年非洲U-23國家盃中代表摩洛哥U23，並隨隊奪冠。
2023年3月15日，利雅首次獲摩洛哥國家隊徵召，但他並未在該國際賽期上陣。同年12月，他入選摩洛哥的2023年非洲國家盃參賽名單。
2024年1月11日，他在對陣塞拉利昂的熱身賽上演國家隊地標戰，協助球隊以3–1勝出。

## 生涯統計

### 球會
最後更新：2024年5月25日
| 效力球會       | 球季     | 聯賽     | 聯賽 | 聯賽 | 國家盃賽 | 國家盃賽 | 洲際比賽 | 洲際比賽 | 其他 | 其他 | 總計 | 總計 |
| 效力球會       | 球季     | 聯賽     | 上陣 | 入球 | 上陣     | 入球     | 上陣     | 入球     | 上陣 | 入球 | 上陣 | 入球 |
| -------------- | -------- | -------- | ---- | ---- | -------- | -------- | -------- | -------- | ---- | ---- | ---- | ---- |
| （外借）       | 2020–21  | 西乙     | 1    | 0    | 1        | 0        | —        | —        | —    | —    | 2    | 0    |
| 巴塞隆拿B隊    | 2022–23  | 西協甲   | 35   | 2    | —        | —        | —        | —        | 2    | 1    | 37   | 3    |
| 巴塞隆拿       | 2022–23  | 西甲     | 1    | 0    | 2        | 0        | 0        | 0        | 0    | 0    | 1    | 0    |
| 貝迪斯（外借） | 2023–24  | 西甲     | 26   | 0    | 2        | 0        | 2        | 0        | —    | —    | 30   | 0    |
| 生涯總計       | 生涯總計 | 生涯總計 | 63   | 2    | 4        | 0        | 2        | 0        | 2    | 1    | 71   | 3    |

1. ↑  於西協甲升班附加賽上陣。
2. ↑  於歐協聯賽事上陣。

### 國家隊
最後更新：2022年11月20日
| 代表國家隊 | 年份 | 上陣 | 入球 |
| ---------- | ---- | ---- | ---- |
| 摩洛哥     | 2024 | 3    | 1    |
| 總計       | 總計 | 3    | 1    |

| # | 日期          | 地點                         | 對手       | 入球比數 | 最終比數 | 賽事                       |
| - | ------------- | ---------------------------- | ---------- | -------- | -------- | -------------------------- |
| 1 | 2024年6月11日 | 摩洛哥阿加迪爾阿德拉尔体育场 | 刚果共和国 | 2–0      | 6–0      | 2026年國際足協世界盃外圍賽 |

所有比數左側代表摩洛哥，入球比數欄代表利雅入球後場上的比數。

## 榮譽

### 球會
巴塞隆拿
- 西班牙足球甲级联赛：2022–23[20]

水晶宫
- 英格兰足总杯冠軍：2024–25[21]
- 英格蘭社區盾冠軍：2025[22]

### 國家隊
摩洛哥U23
- 非洲U-23國家盃：2023[14]

## 外部連結
- 沙迪·利雅在BDFutbol中的档案
- Soccerway資料庫：沙迪·利雅